# U'u
Die U'u–Kriegskeule (der Ethnologe E. S. Cragihill Handy verwendet auch den Namen akau too) ist die charakteristische Schlagwaffe der Krieger der Marquesas-Inseln. Obwohl in manchen Veröffentlichungen die U'u als „Zeremonialwaffe“ bezeichnet wird, war sie tatsächlich, wie Gebrauchsspuren an zahlreichen Museumsexemplaren beweisen, sowohl Kriegswaffe als auch Statussymbol der Kriegerkaste (toa).

## Beschreibung
Adam Johann von Krusenstern, ein früher Besucher der Marquesas zu Beginn des 19. Jahrhunderts, beschreibt die U'u –Kolbenkeule sehr allgemein wie folgt:
„Ein Streitkolben, ungefähr 5’ lang, sehr massiv, nicht weniger als 10 Pfund wiegend, an einem Ende ein Menschenkopf geschnitzt.“
Das Aussehen der fein polierten Keulen folgt zwar einem vorgegebenen Muster, jede Waffe ist jedoch individualisiert, denn sie wurde für den Träger speziell hergestellt. Die Länge richtete sich nach den Körpermaßen des Kriegers, sie reichte vom Boden bis zur Achselhöhle.:506 Spezifisch für jede Waffe sind auch die Muster der Schnitzarbeit, obwohl sie einem einheitlichen Schema folgen.
Das obere Ende der Keule trägt einen massiven Januskopf, dessen Gesicht auf beiden Seiten gleich ist. Er steht stellvertretend für den oder die mythischen Vorfahren, deren spirituelle Kraft (Mana) für das Wohlergehen des Clans Sorge trägt. Die Gesichtszüge werden dominiert von den übergroßen, tellerförmigen Hauptaugen, deren Pupillen als erhaben geschnitzte Köpfchen ausgebildet sind. Die Polynesier bezeichnen sie als „Tiki des Auges“ und glauben, darin spiegele sich die Seele.:267 Der Wimpernkranz, der die Pupillen strahlenförmig umgibt, findet sein Pendant in der Augentätowierung der Krieger. In der Tätowierkunst nennt man das Motiv „Ipu-Augen“.

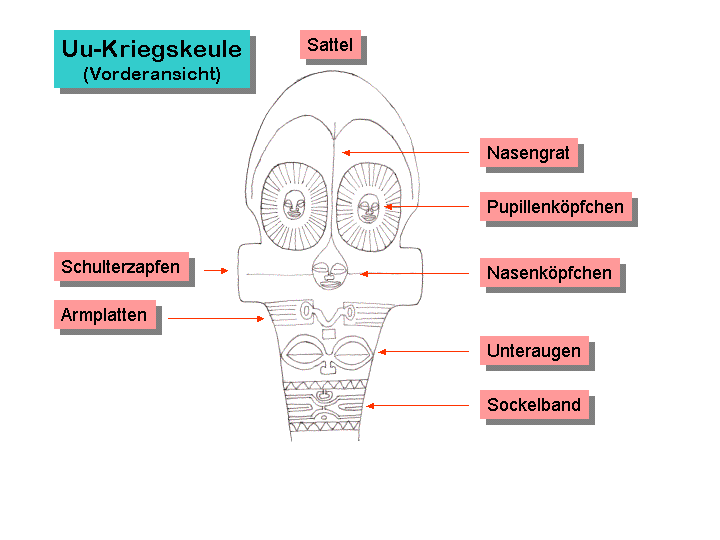
U´u-Kriegskeule, Schemazeichnung

Der Nasengrat ist nur angedeutet und endet in dem Nasenköpfchen. Die Mundpartie ist nicht ausgearbeitet. Unterhalb der Augen ragen beiderseits die Schulterzapfen heraus, denen das kleine Nasenköpfchen aufsitzt. Darunter befinden sich zwei Zierbänder (Armplatten sowie Sockelband) mit komplizierten Mustern, die die etwas kleineren Unteraugen, geformt wie ein Brillengestell, einrahmen. Der Kopf geht harmonisch in den langen, runden Schaft über, der am unteren Ende mit einem unverzierten Knauf abschließt. Bei einigen wenigen Museumsexemplaren ist am Griffstück noch die Umflechtung aus Pflanzenfasern erhalten, in die manchmal kleine, herausstehende Büschel aus Tier- oder Menschenhaar eingeflochten sind.

## Herstellung
Das für die U'u verwendete Material ist das auf den Marquesas weit verbreitete Eisenholz (Metrosideros), gelegentlich auch das Holz der Kasuarine (Casuarina equisetifolia). Metrosideros-Wälder wachsen in den unzugänglichen Bergregionen der Inseln, in Höhen über 600 m. Die mittelgroßen Bäume liefern ein dichtes, dunkelbraunes Holz von außerordentlicher Härte und Festigkeit, das die Ureinwohner für zahlreiche Geräte des täglichen Gebrauchs (Paddel, Dexel-Stiele) und eben auch Waffen verarbeiteten. Als Werkzeuge wurden in voreuropäischer Zeit Haifischzähne oder scharfe Obsidiansplitter verwendet. Zum Nachdunkeln grub man die fertigen Keulen in ein Tarofeld ein, dadurch erhielten sie ihre charakteristische tiefschwarze Farbe. Eine anschließende Politur mit Kokosnussöl vollendete das Werk.:506

## Anwendung
Die Schlagwaffe wurde so geführt, dass die Schmalseite mit dem vorspringenden Schulterzapfen oder der scharfen Kante des Gesichtes den Schädel des Feindes zerschmetterte. Die Keule konnte aber auch geworfen werden, sodass die sattelförmige Vertiefung des Januskopfes den Rücken des Feindes traf. Auch für die Menschenopfer auf den marae wurde die Kolbenkeule benutzt.
Denkt man die Verzierungen weg, liegt es nahe, dass die Form der U'u-Keule von einem Paddel inspiriert wurde. Tatsächlich gab es auf den Marquesas lange Ruderkeulen, parahua genannt, die bei Seegefechten benutzt wurden. Auch sie waren manchmal mit eingeritzten Gesichtern verziert. Die U'u-Keule hingegen wurde nur bei Zweikämpfen an Land verwendet.:54 Mit Einführung der europäischen Feuerwaffen Mitte des 19. Jahrhunderts verlor die Waffe ihre Bedeutung.

## Parallelen
Mit Gesichtern bzw. Köpfen verzierte Schlagwaffen sind aus zahlreichen polynesischen Kulturen bekannt, so zum Beispiel die Ua-Stäbe der Osterinsel (siehe Holzschnitzkunst der Osterinsel → Ua), die Taiaha-Keulen der Māori oder die Wurfkeulen der Fidschi-Inseln.
Der Name U'u könnte von dem samoanischen ulu abstammen, das „Kopf eines Tieres oder Menschen“ bedeutet.:55

## Sammlungsexemplare
Die Schlagwaffen der Marquesas waren begehrte Sammlerstücke der frühen europäischen Besucher auf den Marquesas. Daher kommt es, dass in den Völkerkundemuseen der Welt noch über 200 Exemplare erhalten sind. Die schönsten Stücke stammen aus dem frühen 19. Jahrhundert. In Deutschland sind Uu-Keulen u. a. in den Sammlungen des Überseemuseums Bremen, des Ethnologischen Museums in Berlin und des Völkerkundemuseums Leipzig zu finden.

## Fotogalerie

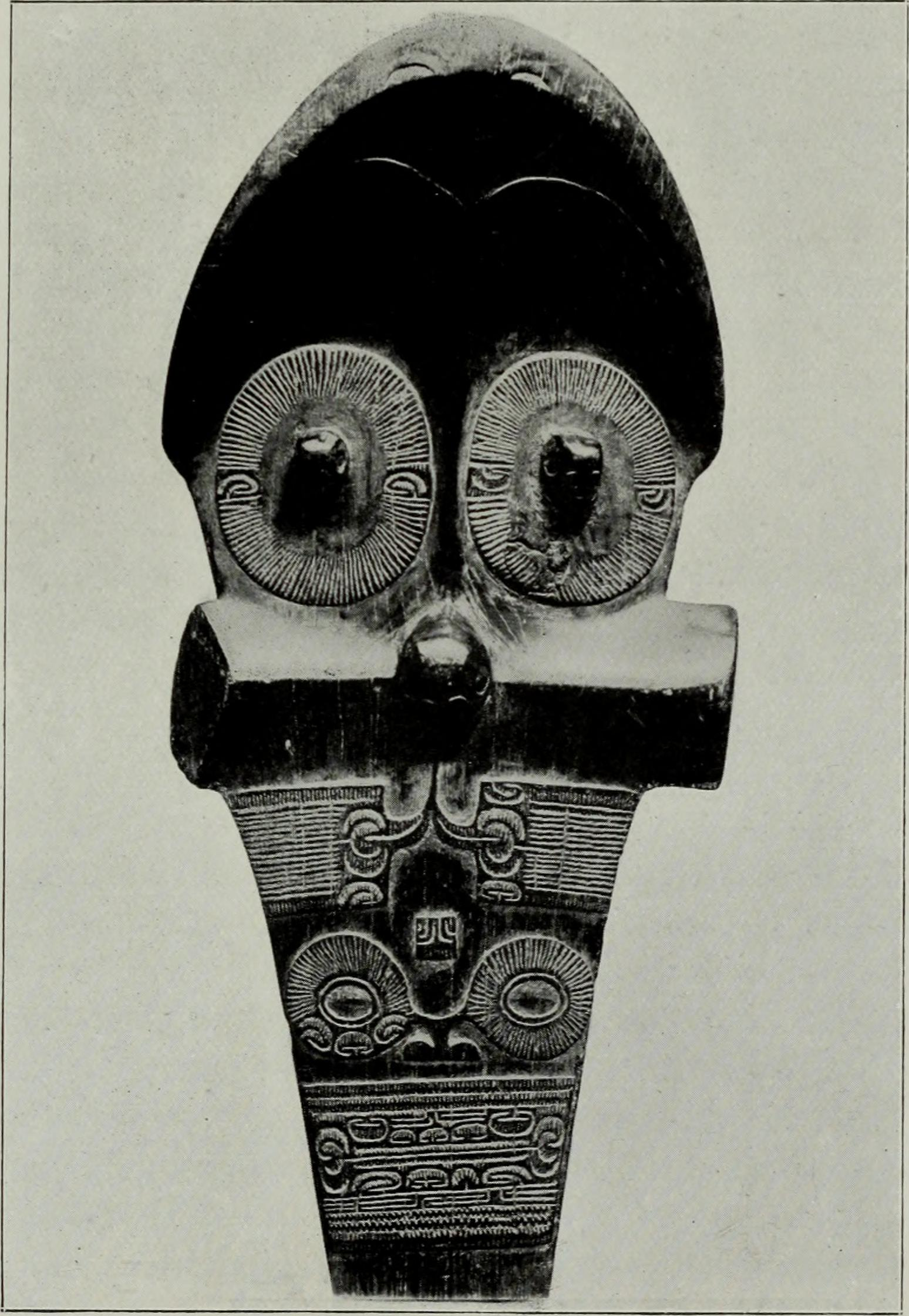
U'u Schlagkopf.
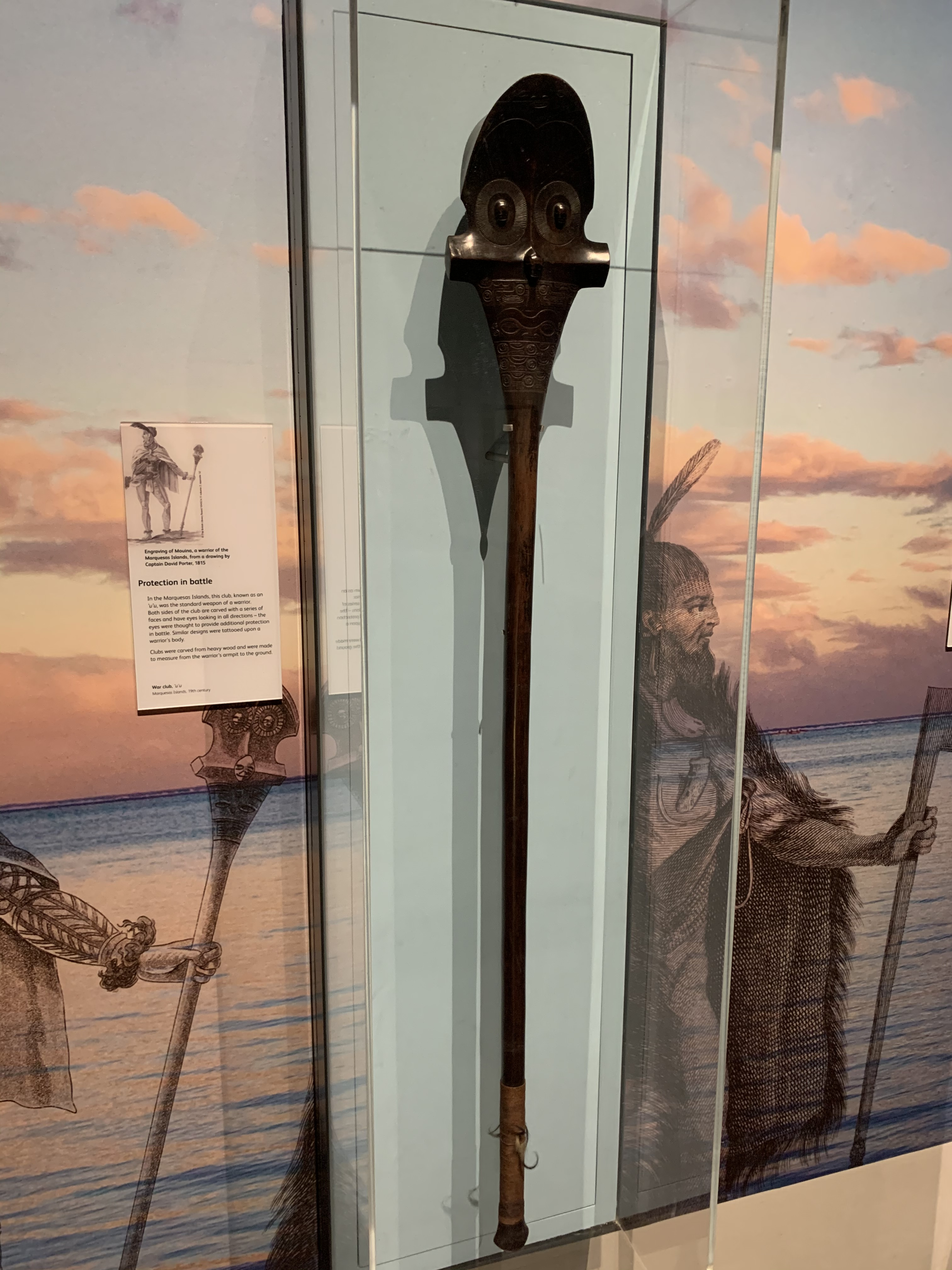
U'u-Kriegskeule, National Museum of Scotland, Edinburgh.
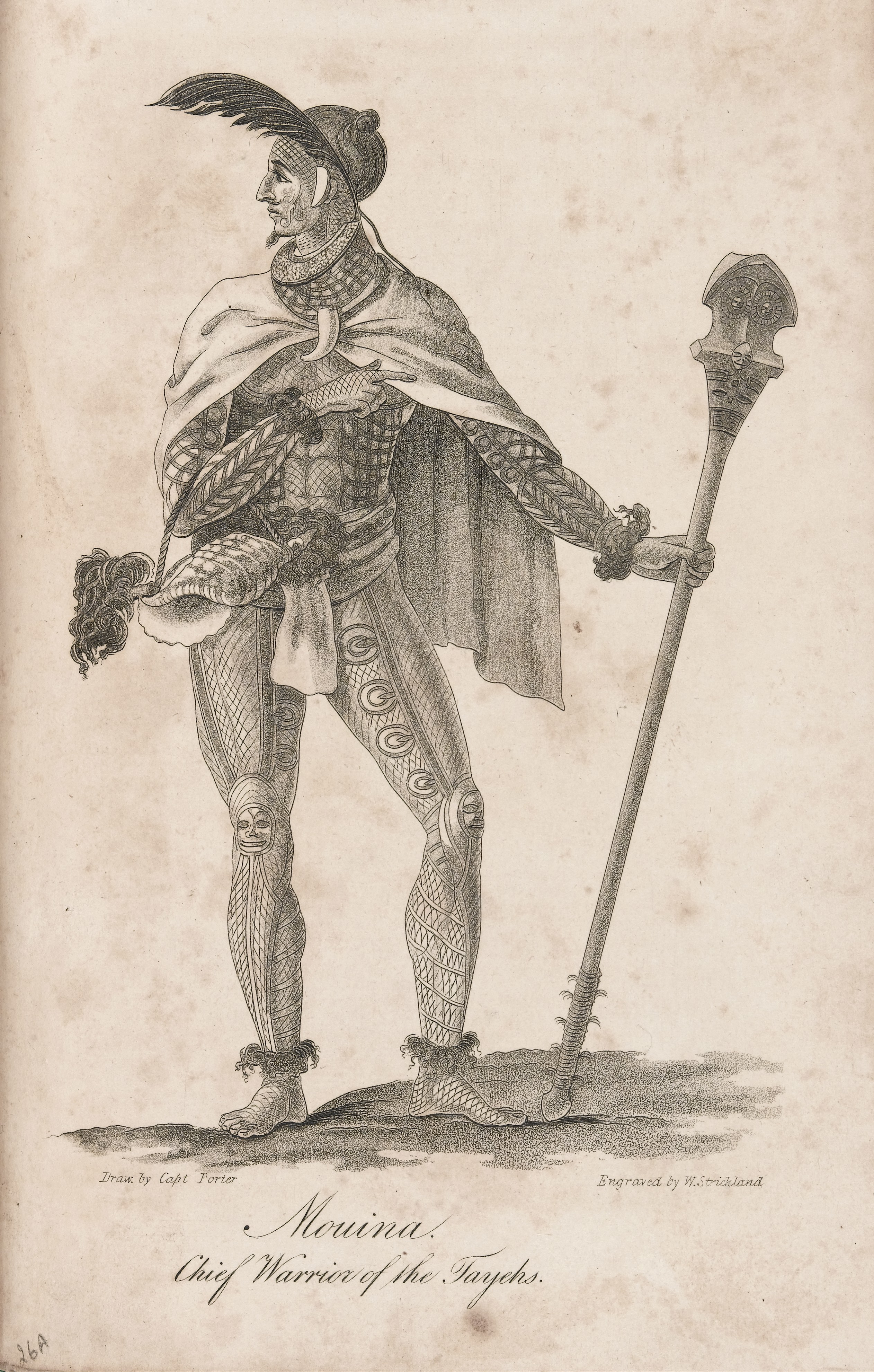
Stammesführer mit seiner U'u.
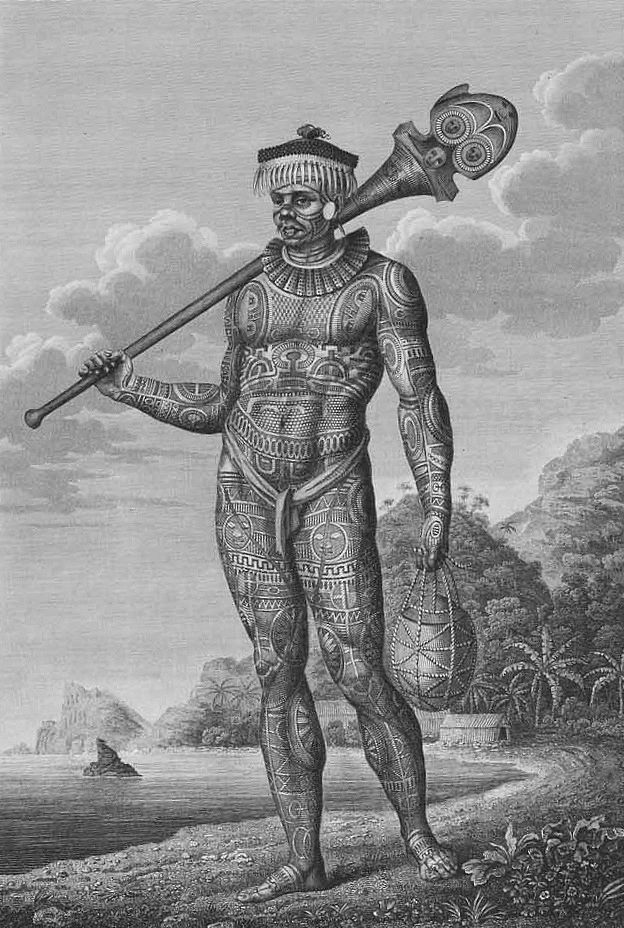
Nuku Hivas tätowierter Krieger mit seiner U'u.